# US Open 2016 (9-Ball)
Die US Open 2016 (offiziell: US Open 9-Ball Championships 2016) waren ein Poolbillardturnier in der Disziplin 9-Ball, das vom 16. bis 22. Oktober 2016 im Sheraton Norfolk Waterside Hotel in Norfolk, Virginia, in den Vereinigten Staaten stattfand. Es war die 41. Ausgabe der US Open.
Der Amerikaner Shane van Boening gewann durch einen 13:9-Finalsieg gegen den Taiwaner Chang Jung-Lin zum fünften Mal die US Open. Er zog damit mit dem bisherigen Rekordsieger, seinem Landsmann Earl Strickland, gleich. Den dritten Platz belegte der Schotte Jayson Shaw.
Titelverteidiger war der Taiwaner Cheng Yu-hsuan, der jedoch nach Niederlagen gegen Hsieh Chia-chen und Antonio Lining sieglos ausschied.

## Modus
Das Turnier wurde im Doppel-K.-o.-System ausgespielt, wobei lediglich ein Finalsatz gespielt wurde. Ausspielziel waren elf Spiele im Hauptturnier und dreizehn im Finale. Es wurde mit Winnerbreak gespielt.

## Rangliste
Im Folgenden sind die 32 bestplatzierten Spieler angegeben.
| Platz | Spieler              |
| ----- | -------------------- |
| 1     | Shane van Boening    |
| 2     | Chang Jung-Lin       |
| 3     | Jayson Shaw          |
| 4     | Dennis Orcollo       |
| 5     | Jeremy Jones         |
| 5     | David Alcaide        |
| 7     | Alex Pagulayan       |
| 7     | Chang Yu-Lung        |
| 9     | Ko Ping-chung        |
| 9     | Brandon Shuff        |
| 9     | Abdullah al-Shammari |
| 9     | Ko Pin-yi            |
| 13    | Hsieh Chia-chen      |
| 13    | Mike Dechaine        |
| 13    | Carlo Biado          |
| 13    | Warren Kiamco        |

| Platz | Spieler           |
| ----- | ----------------- |
| 17    | Josh Roberts      |
| 17    | Naoyuki Ōi        |
| 17    | Mark Gray         |
| 17    | Daryl Peach       |
| 17    | Francisco Sánchez |
| 17    | Imran Majid       |
| 17    | Hsu Kai-lun       |
| 17    | Justin Bergman    |
| 25    | Jeremy Sossei     |
| 25    | Eklent Kaçi       |
| 25    | Mario He          |
| 25    | Corey Deuel       |
| 25    | Mika Immonen      |
| 25    | Nick van den Berg |
| 25    | Radosław Babica   |
| 25    | Wu Kun-lin        |